# Hrabstwo Fannin (Georgia)

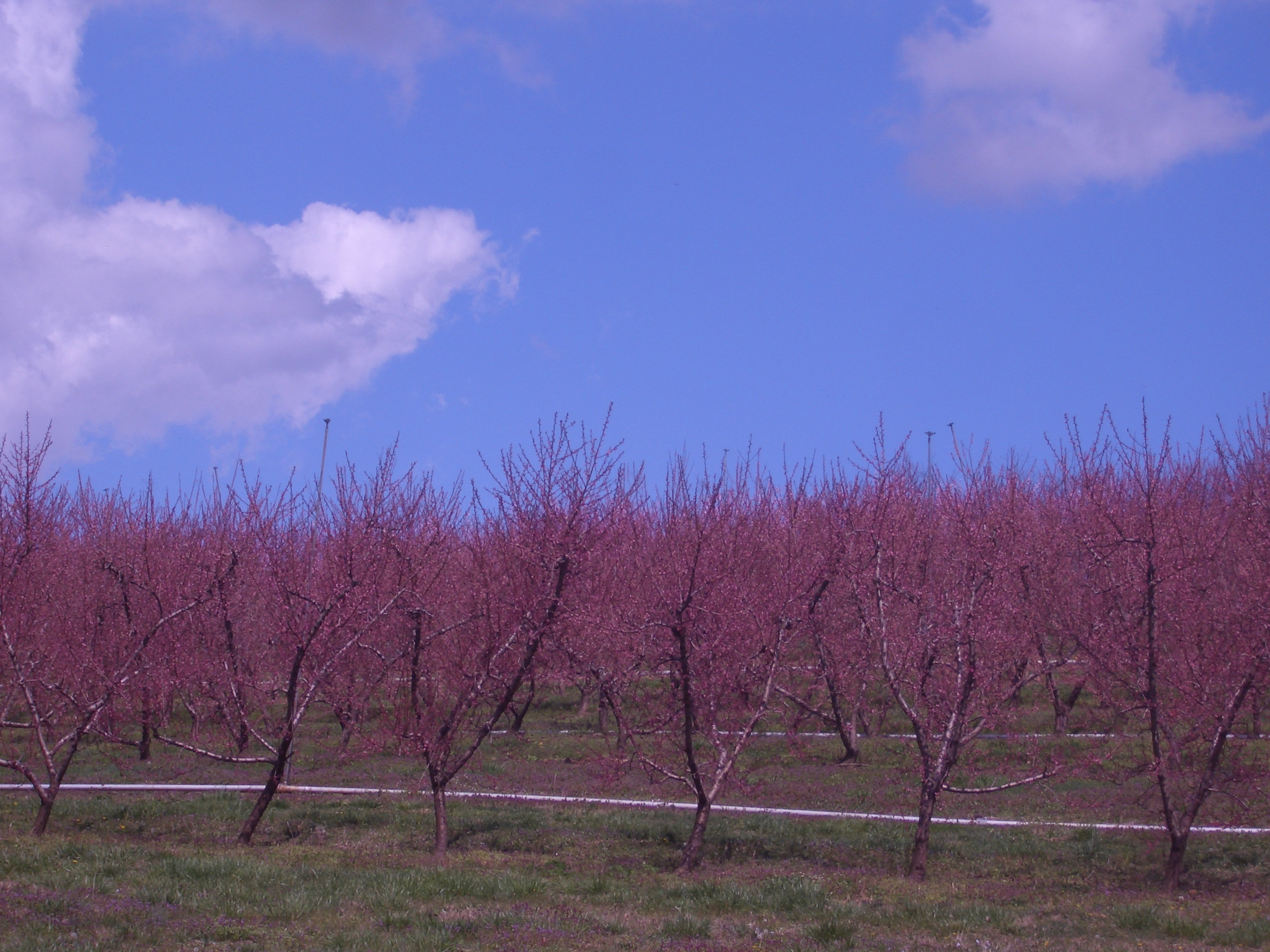
Sad drzew brzoskwiniowych

Hrabstwo Fannin (ang. Fannin County) – hrabstwo w stanie Georgia w Stanach Zjednoczonych. Według spisu w 2020 roku liczy 25,3 tys. mieszkańców, w tym 93,7% stanowiły białe społeczności nielatynoskie. Jego siedzibą administracyjną jest Blue Ridge.

## Geografia
Według spisu z 2000 roku obszar całkowity hrabstwa obejmuje powierzchnię 391,43 mil2 (1013,8 km²), z czego 385,74 mil2 (999,06 km²) stanowią lądy, a 5,69 mil2 (14,74 km²) stanowią wody. 

### Miejscowości
- Blue Ridge
- McCaysville
- Morganton

### CDP
- Mineral Bluff

### Sąsiednie hrabstwa
- Hrabstwo Cherokee, Karolina Północna (północny wschód)
- Hrabstwo Union, Georgia (wschód)
- Hrabstwo Dawson, Georgia (południowy wschód)
- Hrabstwo Lumpkin, Georgia (południowy wschód)
- Hrabstwo Gilmer, Georgia (zachód)
- Hrabstwo Murray, Georgia (zachód)
- Hrabstwo Polk, Tennessee (północny wschód)

## Polityka
Hrabstwo jest bardzo silnie republikańskie, gdzie w wyborach prezydenckich w 2020 roku, 82,0% głosów otrzymał Donald Trump i 17,3% przypadło dla Joe Bidena.

## Religia
W 2020 roku większość mieszkańców to ewangelikalni protestanci (w większości baptyści). Inne religie obejmowały katolików (9,8%) i świadków Jehowy (1%).